# 岐阜県道436号田口洞線
岐阜県道436号田口洞線（ぎふけんどう436ごう たぐちほらせん）は、岐阜県下呂市から同県中津川市に至る一般県道である。

## 概要

### 路線データ
- 起点：岐阜県下呂市田口（岐阜県道62号下呂白川線交点）
- 終点：岐阜県中津川市加子母洞（国道257号交点）

## 沿革
- 1977年（昭和52年）2月27日 ： 認定[1]

## 通過する自治体
- 岐阜県
  - 下呂市
  - 中津川市

## 接続する道路
- 岐阜県道62号下呂白川線（下呂市田口）
- 国道257号（下呂市加子母洞）

## 周辺
- 舞台峠